# Snoopy (Band)
Snoopy war ein niederländisches Popduo. Es wurde 1978 gegründet und bestand aus den Sängerinnen Ethel Mezas (1. Juni 1955 – 22. September 2023) und Florence Woerdings (* 1956), die ihre Wurzeln in Suriname hatten. Woerdings verließ das Projekt 1979 und wurde durch Maureen Seedorf ersetzt.

## Geschichte
Wie viele andere niederländische Popgruppen wurde Snoopy durch mehrere Auftritte im Musikladen bekannt. 1978 trat das Duo dort mit No Time for a Tango auf und konnte seinen ersten Hit in Deutschland, Österreich und der Schweiz feiern. Es folgten drei weitere Singles und ein Album, bevor es 1980 zur Auflösung kam.

## Diskografie

### Alben
- 1980: Snoopy

### Singles
- 1978: No Time for a Tango
- 1979: It’s All in the Bible
- 1979: Honolulu
- 1980: Rain Snow and Ice